# Glimt fra New York og den norske koloni
Glimt fra New York og den norske koloni är en norsk stumfilm (dokumentär) från 1931. Filmen skildrar staden New York i USA.